# Melanoplus differentialis
Melanoplus differentialis är en insektsart som först beskrevs av Thomas, C. 1865.  Melanoplus differentialis ingår i släktet Melanoplus och familjen gräshoppor.

## Underarter
Arten delas in i följande underarter:
- M. d. nigricans
- M. d. differentialis

## Bildgalleri

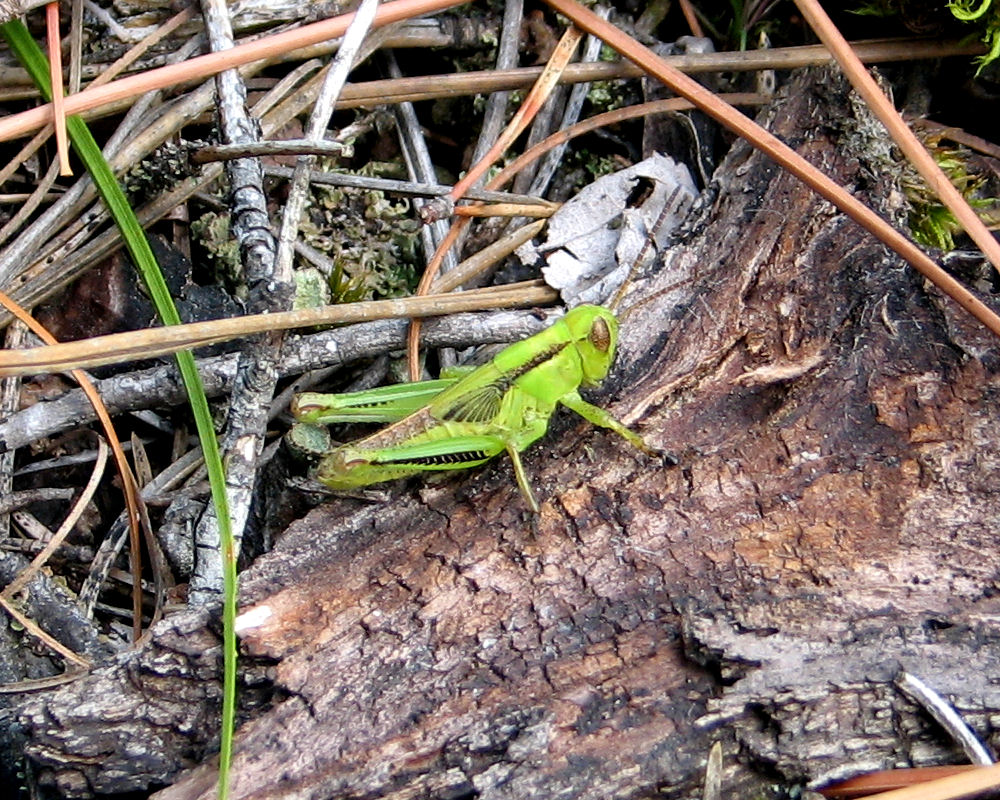
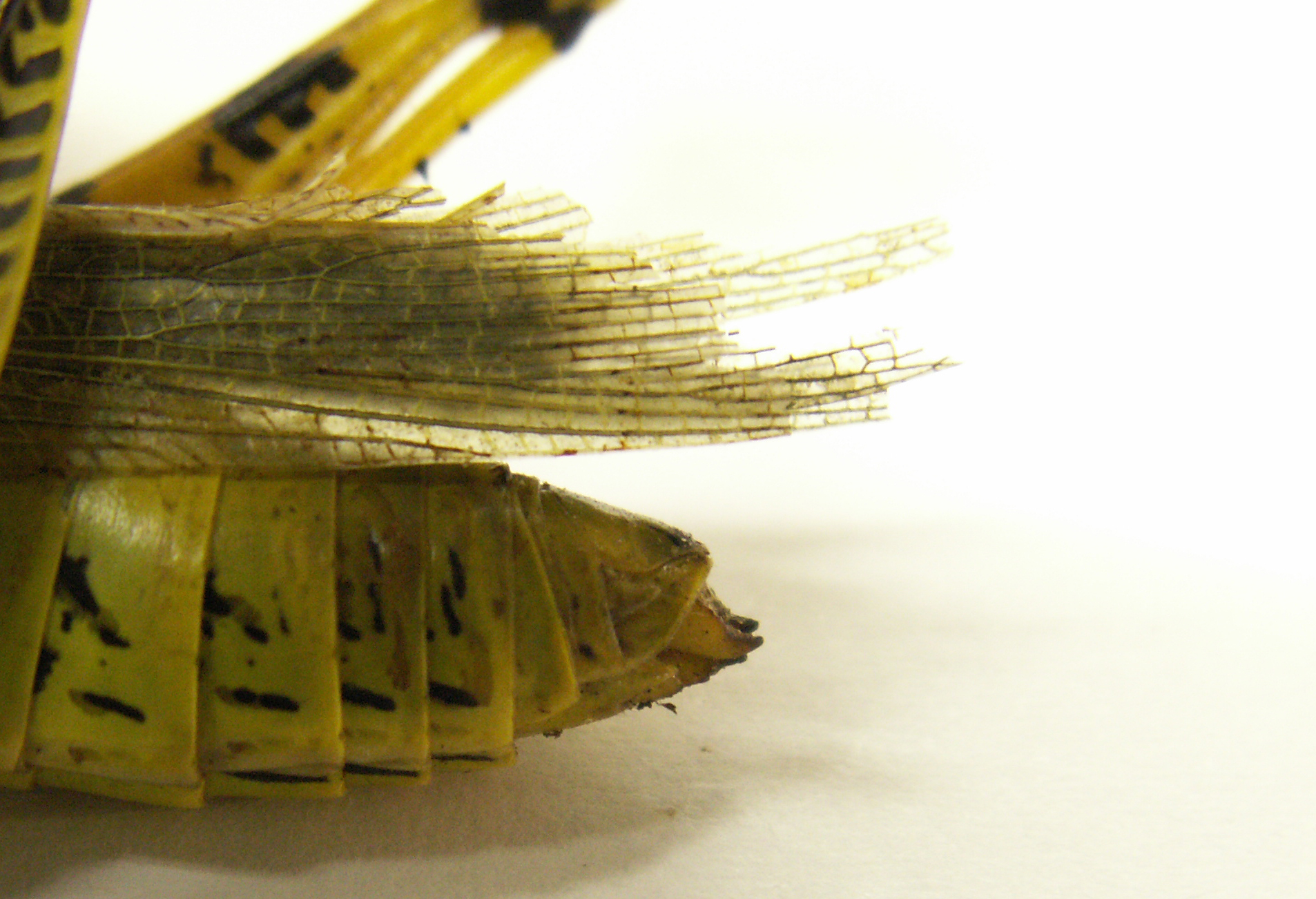
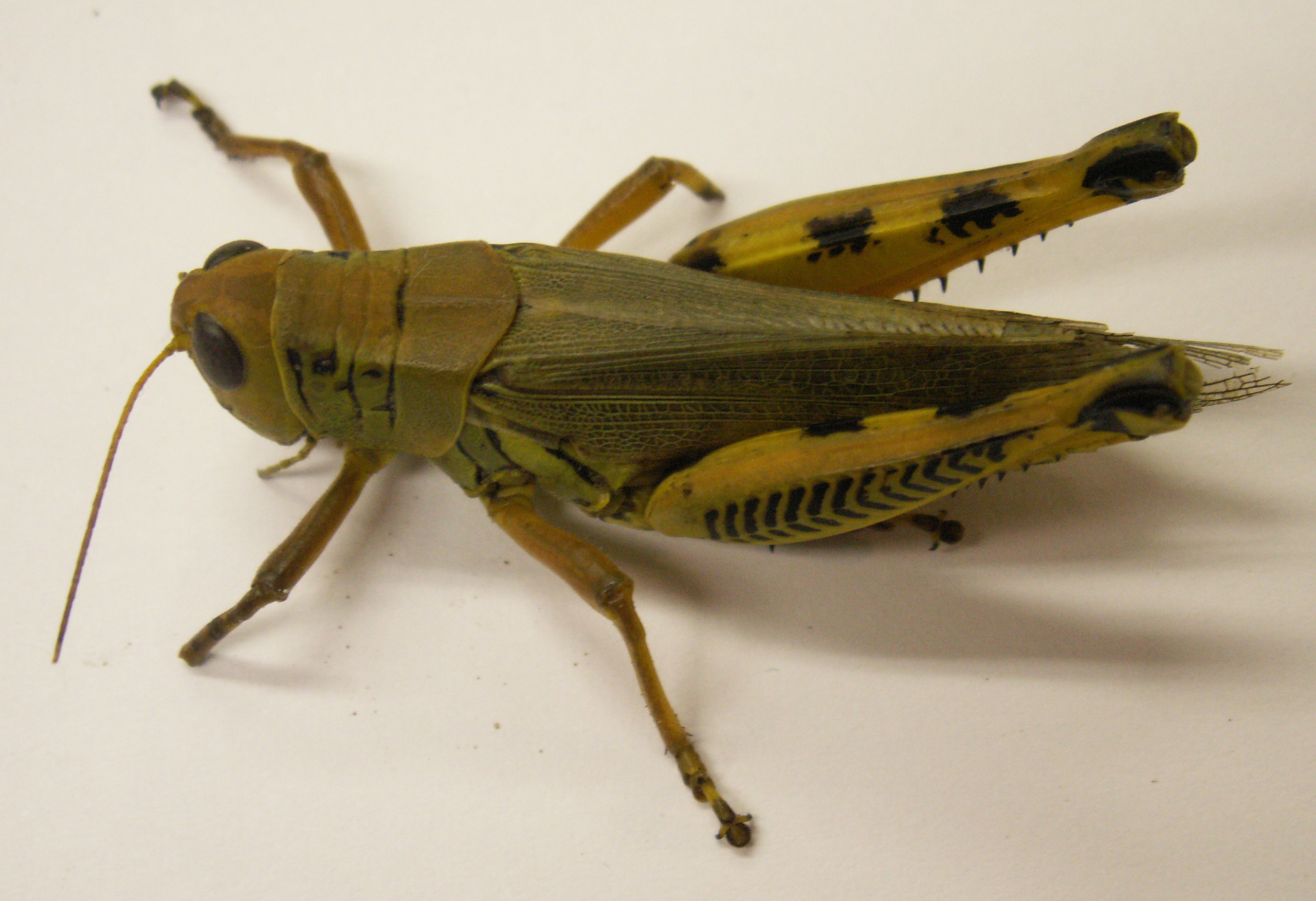
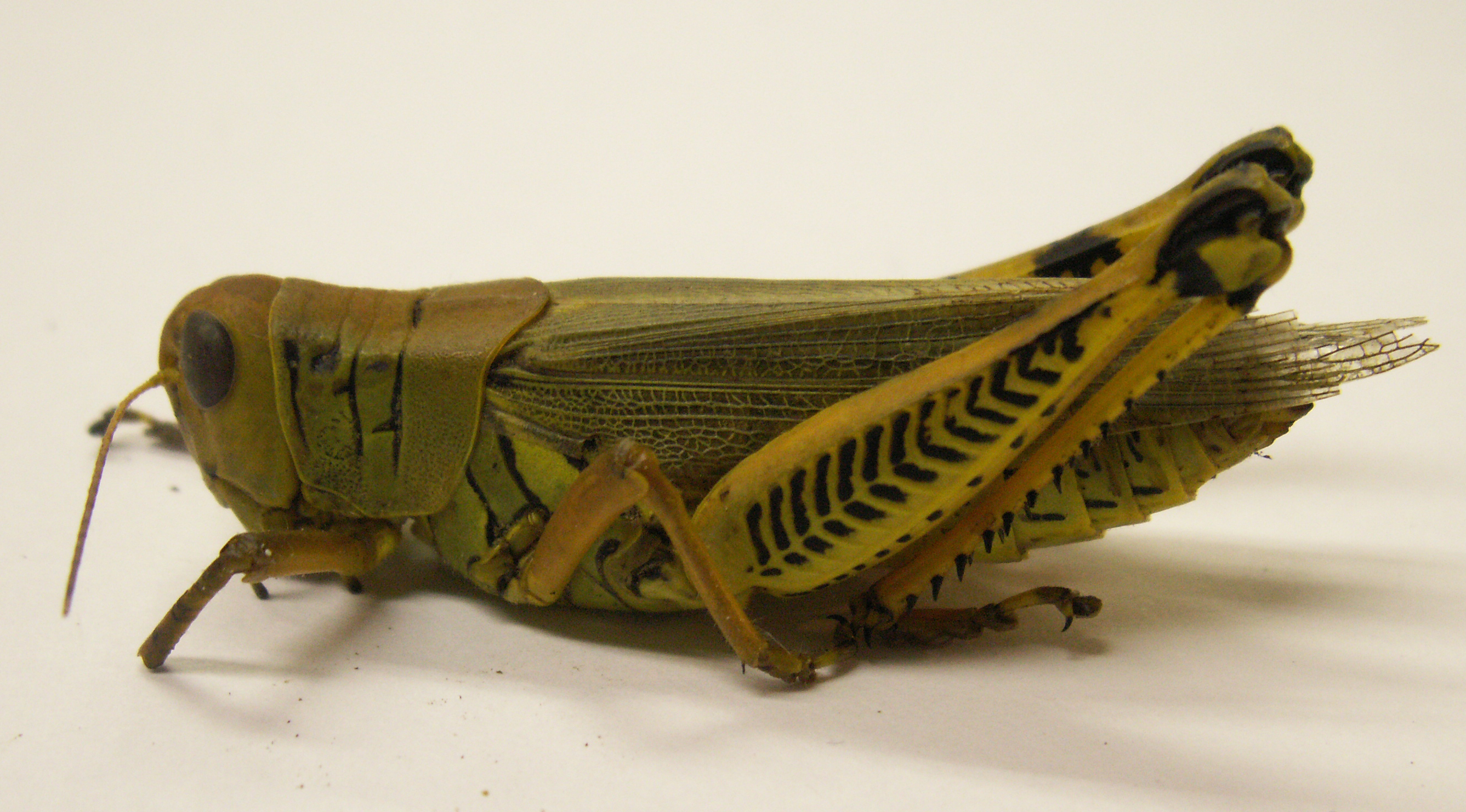
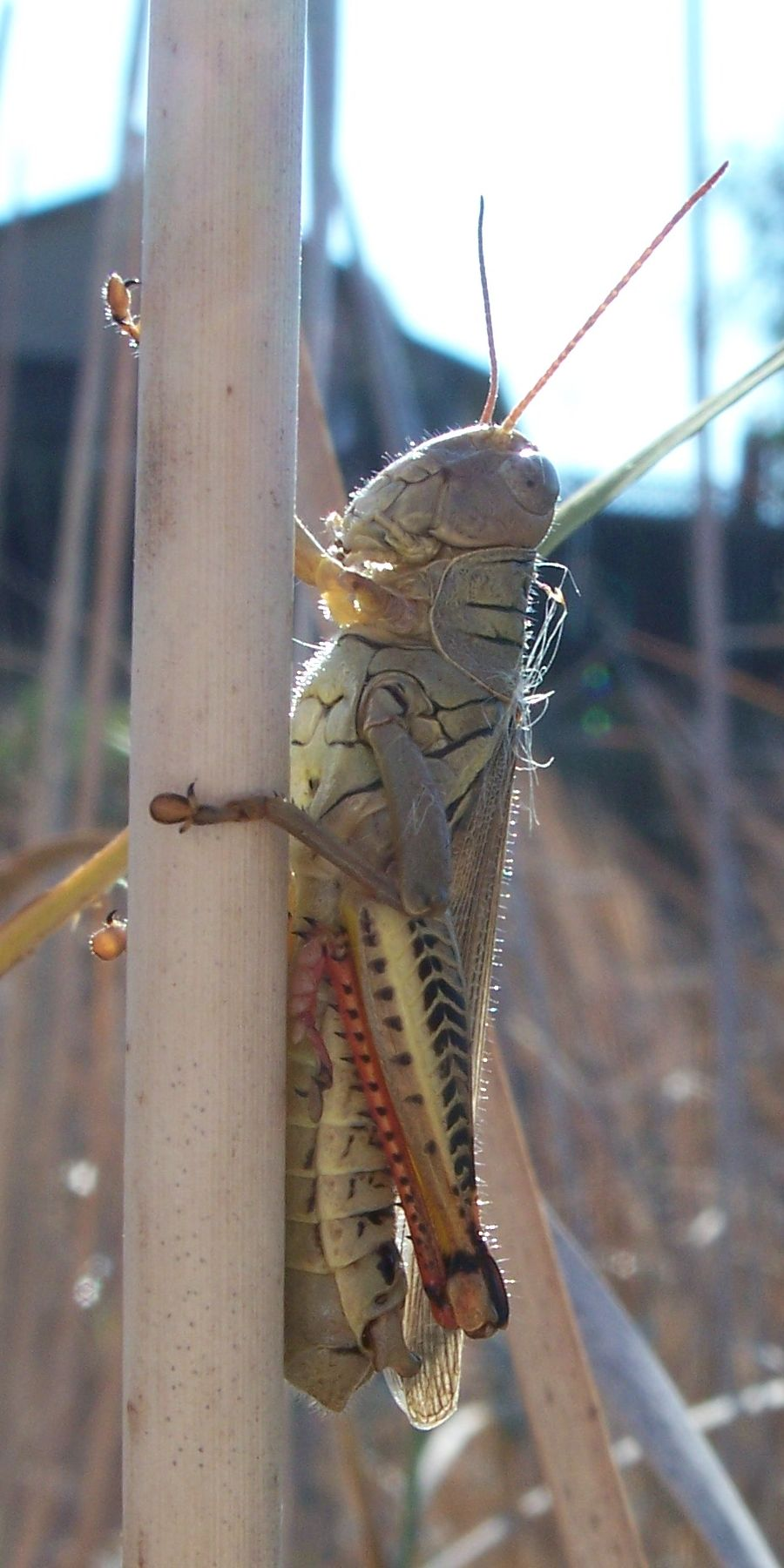
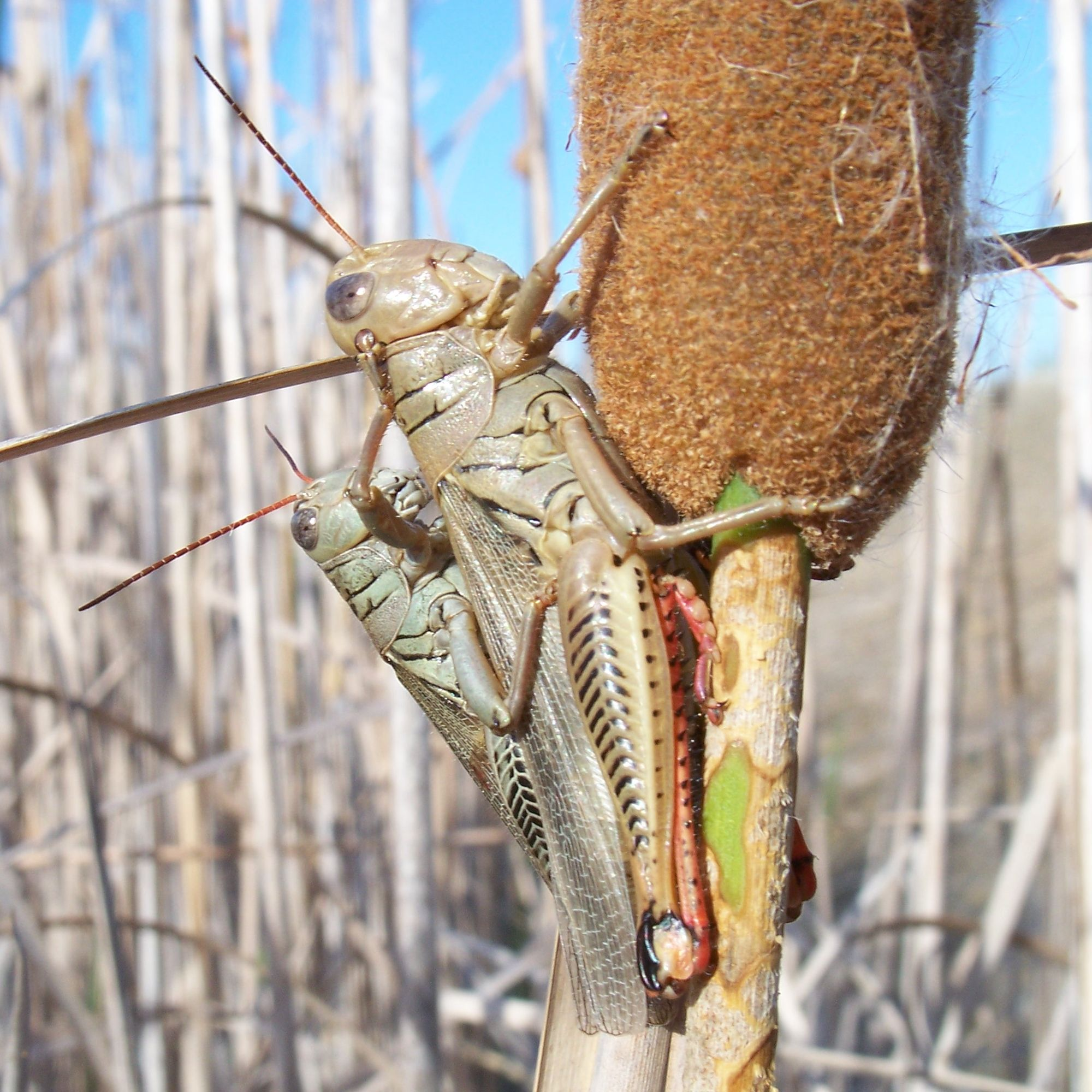